# Severnokorejska lakota
Severnokorejska lakota (korejsko: 조선기근), znana tudi kot naporen pohod ali marš trpljenja (고난의 행군), je bilo obdobje množične lakote skupaj s splošno gospodarsko  krizo od leta 1994 do 1998 v Severni Koreji. V tem času se je povečalo število beguncev iz Severne Koreje, ki je doseglo vrhunec proti koncu obdobja lakote.
Lakota je bila posledica različnih dejavnikov. Slabo gospodarsko upravljanje in izguba sovjetske podpore sta povzročila hitro upadanje proizvodnje in uvoza hrane. Krizo so zaostrile številne poplave in suše. Severnokorejska vlada in njen centralno načrtovani sistem sta se izkazala za preveč neprilagodljiva, da bi lahko učinkovito omejila katastrofo.
Ocene števila smrtnih žrtev se zelo razlikujejo. Od skupno približno 22 milijonov prebivalcev je nekje med 240.000 in 3.500.000 Severnokorejcev umrlo zaradi lakote ali bolezni, pri čemer je smrtnost dosegla vrhunec leta 1997. Poročilo ameriškega urada za popis prebivalstva iz leta 2011 je ocenilo, da je število presežnih smrti od 1993 do 2000 med 500.000 in 600.000.    